# 선고형
선고형이란 법원이 처단형의 범위 내에서 구체적으로 형을 양정하여 당해 피고인에게 선고하는 형을 말한다. 이에는 현행 형법의 원칙인 정기형과 부정기형이 있다. 후자의 경우 다시 절대적 부정기형은 죄형법정주의에 반하므로 허용되지 않으나, 상대적 부정기형은 허용된다.

## 같이 보기
- 법정형